# Michelle Wild
Michelle Wild is de artiestennaam van de voormalige Hongaarse pornoactrice Katalin Vad (Sátoraljaújhely, 16 januari 1980). De naam "Wild" is afgeleid van haar achternaam Vad, wat vrij vertaald uit het Hongaars Wild betekent.
Katalin Vad behaalde haar diploma's op het Kossuth Lajos Gimnázium in haar geboorteplaats in 1999, waarna ze ging werken als telefoonseksoperator en erotisch danseres. Deze werkzaamheden waren tevens de inleiding tot de porno-industrie op haar 21e. Haar eerste pornofilm was de film Sex Opera uit 2001. Vad werkte voornamelijk voor Private, en regisseur Kovi (István Kovács). Ook werkte ze met prominente pornoregisseurs zoals John Leslie en Rocco Siffredi.
In 2003 werd Vad verkozen tot de beste pornoactrice van 2003 tijdens het Brussels Erotic Festival. Eveneens in 2003 produceerde Private een semi-documentaire-stijl pornofilm met de titel "The Private Life of Michelle Wild". In deze film vertelt Vad over haar leven als pornoactrice, toekomst en zijn fragmenten te zien uit haar films.
Naast haar werk als pornoactrice is Vad ook zeer populair in de mainstreammedia in Hongarije, waar haar fans haar roemen wegens haar intelligentie en persoonlijkheid.
In januari 2005 besloot Vad te stoppen als pornoactrice, en zich volledig te gaan concentreren op haar acteercarrière. Tegenwoordig speelt ze de rol van verpleegster Ivett Janovics in de Hongaarse versie van de populaire soapserie Goede tijden, slechte tijden "Jóban rosszban".

## Filmografie (selectie)
- Pirate Fetish Machine 2: Dominatrix Chess Gambit (2000)
- Rocco: Animal Trainer 5 (2001)
- Pirate Video Deluxe 16: Fetish Obsession (2001)
- Private Black Label 21: Lust Tango in Paris (2001)
- Soloerotica (2002)
- Pirate Fetish Machine 4: The Sex Terminators (2002)
- Pirate Fetish Machine 5: Sex in a Frame (2002)
- Pirate Fetish Machine 6: Funky Fetish Horror Show (2002)
- Private Reality 12: Dangerous Girls (2002)
- Private Black Label 23: Guns & Rough Sex (2002)
- Euroglam Budapest 1: Wanda Curtis (2003)
- Pirate Fetish Machine 8: Fetish Academy (2003)
- Private Black Label 29: Private Café (2003)
- Pirate Fetish Machine 9: No Job, No Blow (2003)
- Pirate Fetish Machine 11: Fetish Recall - Fact or Friction? (2003)
- Private Black Label 32: The Devil Deep Inside (2003)
- The Best by Private 49: I Want to Fuck You... in the Kitchen (2003)
- Hot Rats (2003)
- Girls on Girls (2003)
- Dossier prostituzione (2003)
- Cum Dumpsters 3 (2003)
- Nomen est Omen avagy Reszkess Szabó János! (2004) - reguliere film
- Rom-Mánia (2004) - reguliere film
- Double Penetration (2004)
- Slam It! In Every Hole (2004)
- Sapphic Liaisons (2004)
- La memoria de los peces (2004) - reguliere film
- The Private Story of Chrystal (2005)
- Stuff My Ass Full of Cum 6 (2006)
- Rim My Gape 2 (2006)
- Superstars Wild Girls (2006)
- Nasty Dreams (2006)
- Get Your Shit Off My Black Dick! (2006)
- The Best by Private 92: Fucking with the 3 of Them (2007)
- Jóban rosszban (2007) - televisieserie
- Lez-Mania (2008)
- Graphic DP 2 (2010)
- Dobogó kövek (2010) - reguliere film
- The Best of Private 155: You May Now Fuck the Bride (2011)

## Prijzen
- 2003 - Venus Awards - Best Actress Hungary
- 2003 - Barcelona International Erotic Film Festival Ninfa Award – Best Supporting Actress for Hot Rats
- 2004 - Brussels Erotic Film Festival X Award – Best Actress Germany

- Bibliothèque nationale de France: cb14052205h (data)
- Virtual International Authority File: 32200464